# Els Quatre Vents
Els Quatre Vents és una masia de l'Espunyola (Berguedà) inclosa a l'Inventari del Patrimoni Arquitectònic de Catalunya.

## Situació
Està situada a llevant del nucli de l'Espunyola i s'hi accedeix des de la carretera C-26 (de Solsona a Berga). Al km. 134,4 (42° 03′ 13″ N, 1° 46′ 51″ E / 42.053654°N,1.780787°E) es pren la pista de la dreta (senyalitzada "Camí de Sant Climent"). Immediatament es troba un encreuament on cal anar per la dreta seguint l'indicador "Els Quatre Vents" fins a la masia. Per l'esquerra es fa cap a l'església de Sant Climent.

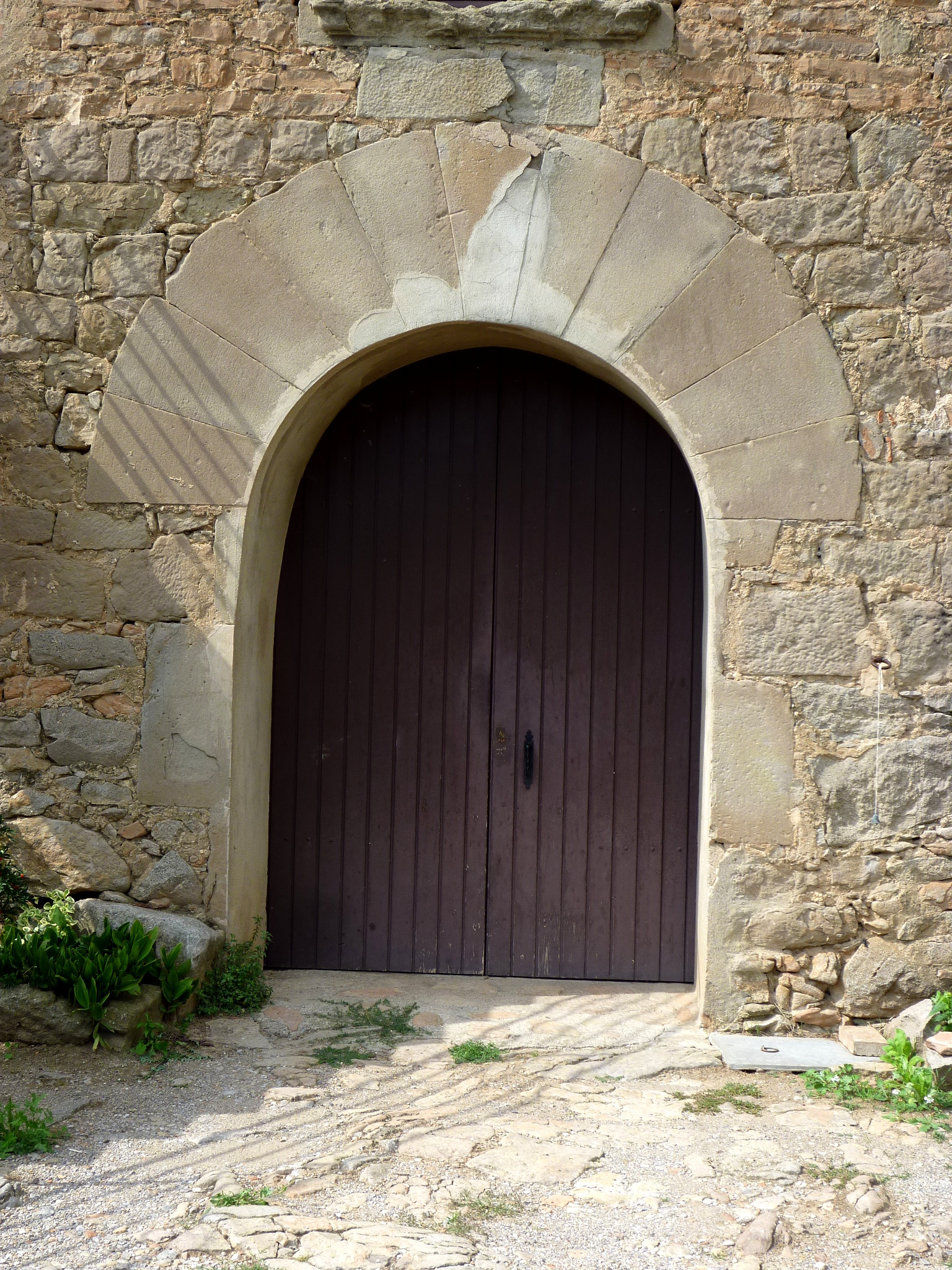
Portal

## Descripció
Masia de planta quadrada, amb algun cos de grans dimensions adossat estructurada en planta baixa i dos pisos superiors. La coberta és a quatre aigües amb teula àrab i les obertures, petites i allindades. La porta d'entrada, però, és un gran arc de mig punt adovellat. Aquesta construcció està situada enmig d'un entorn despoblat, sense altres edificacions al seu voltant i voltat de vegetació.

## Història
No tenim dades històriques conservades. Si ens basem en la seva estructura peculiar, la torre annexa, clara reminiscència medieval, i per la seva proximitat al castell de l'Espunyola, cal pensar en un establiment baix medieval que fou ampliat i modificat als segles XVII o XVIII.